# Akodon paranaensis
Akodon paranaensis és una espècie de mamífer rosegador del gènere Akodon. Viu al nord-oest de l'Argentina (Misiones) i el sud-est del Brasil (Paraná i Rio Grande do Sul). Els seus hàbitats naturals són els boscos d'araucària i la Mata Atlàntica. És una espècie en risc mínim, és a dir, no sembla que hi hagi cap amenaça significativa per a la seva supervivència.